# Mycetophila integra
Mycetophila integra är en tvåvingeart som beskrevs av Tonnoir och Edwards 1927. Mycetophila integra ingår i släktet Mycetophila och familjen svampmyggor. Inga underarter finns listade i Catalogue of Life.